# Declinazione attica
La cosiddetta declinazione attica è una particolare variante della seconda declinazione della lingua greca antica caratterizzata dalla particolare vocale tematica ω. 
La declinazione attica è infatti interessata da un fenomeno fonetico chiamato metatesi quantitativa, in cui si verifica uno scambio di quantità fra due vocali contigue, allungando la ο, tipica della seconda declinazione, in ω.

## Tabella delle uscite
Maschile e Femminile
|            | Singolare | Duale | Plurale |
| Nominativo | -ως       | -ω    | -ῳ      |
| Genitivo   | -ω        | -ῳν   | -ων     |
| Dativo     | -ῳ        | -ῳν   | -ῳς     |
| Accusativo | -ων       | -ω    | -ως     |
| Vocativo   | -ως       | -ω    | -ῳ      |

Neutro
|            | Singolare | Duale | Plurale |
| Nominativo | -ων       | -ω    | -ω      |
| Genitivo   | -ω        | -ῳν   | -ων     |
| Dativo     | -ῳ        | -ῳν   | -ῳς     |
| Accusativo | -ων       | -ω    | -ω      |
| Vocativo   | -ων       | -ω    | -ω      |

## Sostantivi e declinazione
La declinazione attica comprende pochi sostantivi maschili e femminili e rari neutri. Tra questi, i principali sono:
- ὁ νεώς, -ώ, "tempio", derivato dalla metàtesi quantitativa di νηός.
- ὁ λεώς, -ώ, "popolo, esercito", derivato dalla metàtesi quantitativa di ληός.
- τὸ ἀνώγεων, -ω, "sala", derivato dalla metàtesi quantitativa di ἀνώγηον.

E per analogia esistono anche nomi in vocale lunga non preceduti da vocale, come: 
- Μίνως, -ω, "Minosse"
- ὁ λαγώς, -ώ "lepre"
- ὁ κάλως, -ω "gomena"

I maschili e i femminili hanno la stessa flessione; i neutri, nei casi retti del plurale, non escono in -α, come ci si aspetterebbe, ma in -ω, per analogia con la flessione.
Di seguito è illustrata la declinazione del sostantivo maschile νεώς, -ώ, "tempio":
|            | Singolare          | Duale                | Plurale              |
| Nominativo | ὁ νεώς (< *νηος)   | τὼ νεώ (< *νηω)      | οἱ νεῴ (< *νηοι)     |
| Genitivo   | τοῦ νεώ (< *νηου)  | τοῖν νεῴν (< *νηοιν) | τῶν νεών (< *νηων)   |
| Dativo     | τῷ νεῴ (< *νηῳ)    | τοῖν νεῴν (< *νηοιν) | τοῖς νεῴς (< *νηοις) |
| Accusativo | τὸν νεών (< *νηον) | τὼ νεώ (< *νηω)      | τοὺς νεώς (< *νηους) |
| Vocativo   | (non attestato)    | ὦ νεώ (< *νηω)       | (non attestato)      |

e la declinazione del sostantivo neutro ἀνώγεων, -ω, "sala"
|            | Singolare                | Duale                      | Plurale                    |
| Nominativo | τὸ ἀνώγεων (< *ἀνωγηον ) | τὼ ἀνώγεω (< *ἀνωγηω)      | τὰ ἀνώγεω (< *ἀνωγηα )     |
| Genitivo   | τοῦ ἀνώγεω (< *ἀνωγηου)  | τοῖν ἀνώγεῳν (< *ἀνωγηοιν) | τῶν ἀνώγεων (< *ἀνωγηων )  |
| Dativo     | τῷ ἀνώγεῳ (< *ἀνωγηῳ)    | τοῖν ἀνώγεῳν (< *ἀνωγηοιν) | τοῖς ἀνώγεῳς (< *ἀνωγηοις) |
| Accusativo | τὸ ἀνώγεων (< *ἀνωγηον ) | τὼ ἀνώγεω (< *ἀνωγηω)      | τὰ ἀνώγεω (< *ἀνωγηα )     |
| Vocativo   | (non attestato)          | ὦ ἀνώγεω (< *ἀνωγηω)       | (non attestato)            |

Come si può notare, a contatto con la ω si verificano diversi fenomeni:
- I sostantivi ossitoni non spostano mai l'accento né prendono l'accento circonflesso, neanche nei casi obliqui.
- La ι non scompare, ma si sottoscrive.
- Tutte le altre vocali sono assorbite.

## Accento e sillabe
L'accento rimane nella sua posizione per tutta la declinazione ed è sempre acuto. 
In particolare, al nominativo, nelle parole parossitone, cioè accentate sulla penultima sillaba, l'accento è mantenuto sempre nella stessa posizione. 
Lo stesso accade con le parole ossitone, ossia accentate sull'ultima sillaba, che mantengono l'accento sull'ultima sillaba. 
Il gruppo vocalico -εω-, per sinizesi, si considera come una sola sillaba.